# Melanie Sloan
Melanie Sloan (Washington, 1965. december 16. –) ügyvéd, az Amerikai Egyesült Államok Képviselőháza igazságügyi bizottságának korábbi tanácsosa, valamint a washingtoni polgárok a felelősségvállalásért és az etikáért elnevezésű nonprofit, a kormány etikai és elszámoltathatósági felügyeleti csoportjának korábbi ügyvezető igazgatója. 2017 márciusában Sloan csatlakozott egy új kormányzati etikai felügyeleti csoporthoz, az American Oversighthoz, vezető tanácsadóként.

## Élete
Washingtonban született Leonard S. Togman és Barbara A. Togman gyermekeként. A Delaware állambeli Wilmingtonban nőtt fel. A Wilmington Friends School tanulója volt. Apja nyugdíjba vonult ügyvéd, aki a Potter Anderson & Corroon LLP nevű cégnél dolgozott.
A Chicagói Egyetemen diplomázott.